# 侍ジャイアンツ
『侍ジャイアンツ』（さむらいジャイアンツ）は、原作：梶原一騎、作画：井上コオによる日本の漫画。『週刊少年ジャンプ』（集英社）において、1971年36号から1974年42号まで連載された。単行本はジャンプ・コミックス全16巻、梶原一騎傑作全集全12巻、講談社漫画文庫全8巻、梶原一騎原作漫画傑作選全8巻。
テレビアニメ化され、1973年10月7日から1974年9月29日まで、毎週日曜日19：30 - 20：00によみうりテレビの制作により日本テレビ系列で放映された。初回放送時は全46話のあと、サブタイトルを変えた再放送2話を加えた全48回。
1990年代に入ってから、井上コオの単独名義で、読み切り番外編『よみがえれ侍』、実用漫画『バイト侍』『生活侍』が発表された。2007年には高尾より、『CR侍ジャイアンツ』としてパチンコになった。また、ニューギンより2007年、2009年にパチスロ作品が発表された。

## 概要
通称「サムライ」の剛速球投手・番場蛮が、巨人に入団し、魔球を駆使してライバルたちと対決していく野球漫画。

### 企画から連載まで
『巨人の星』と同じ原作者による巨人V9時代の作品。『巨人の星』の終了から約半年後に連載を開始し、アニメ化を前提とした企画であった。当時の『週刊少年ジャンプ』は読売ジャイアンツと独占契約を結んでおり、長島茂雄や王貞治など実在の野球選手が多く登場したことが特徴である。
連載3年目では人気が低迷し打ち切りとなる寸前であったが、アニメ化決定後に人気が再上昇し打ち切り回避となった。当時の編集部員・西村繁男は、ベスト5には入る安定した人気で、人気は常に上位だが新しい読者を引っ張る力がなかったと本作を位置付けている。
作画を担当した井上コオは、望月三起也のアシスタントだった新人であり、読み切りでデビューはしていたが、本作が初の連載デビューとなる。事実上のヒット作品はこれ1作である。後年は、いくつかの本作の関連作品（後述）と、『新・巨人の星』の「井上コオ作画版」も描いている。この井上のアシスタントをしていた人物が車田正美である。

### 作品内容
さまざまな魔球の開発と攻略がストーリーの主軸となっていた。「ハイジャンプ魔球」、「海老投げハイジャンプ魔球」、「大回転魔球」など、実際の野球ルールではボークとなるような荒唐無稽な魔球が多かったが、アニメ放映当時の男子小学生は、分身魔球は軟式テニスのボールで「再現」するなどして、これらの魔球投法の真似をして遊んでいた。
『巨人の星』より負傷、流血、超人的跳躍などの、派手で過激な演出も多い。反面、『巨人の星』よりコミカルなシーンも若干多めで、比較的明るい雰囲気の作品になっている。主人公・番場蛮の相棒となる二軍選手・八幡太郎平との厚い友情も、物語全編を通して描かれる。主人公の通り名がサムライであることに関連して、「ハラキリ（切腹）」「斬る」等といった単語が台詞に多用される。

### 評価
同じ原作者による同時期の巨人漫画として、『巨人の星』とは頻繁に比較された。主人公像は大きく異なっており、星飛雄馬が求道的で真面目な性格だったの対して、本作の主人公の番場蛮は豪放磊落かつ激情家で巨人に反発している。主人公の家庭環境も逆で（父子家庭と母子家庭、姉1人と妹1人）、『巨人の星』に対するアンチテーゼが多分に含まれている。
番場が紆余曲折ののち巨人に入団して以降は、『巨人の星』をなぞるような魔球対決のストーリーとなっていく。
プロ野球編における本作の要素のいくつかは、後の『新・巨人の星』と共通する点が指摘されている。また、前述の通り番場蛮が無頼なタイプであることや、番場蛮にとっての「師匠」的な登場人物がいない点で「あしたのジョー」に近いという意見もある。一方で、荒唐無稽な魔球と攻略が応酬する展開から、『巨人の星』の「二番煎じ的お子様バージョン」「亜流」という声もあった。
漫画版の結末は、セ・リーグの天王山の対中日戦、番場蛮が魔球の投げ過ぎのため、ライバル大砲万作を打ち取ったと同時にマウンド上で立ったまま絶命するというものだった。従来のスポ根漫画では、選手生命が断たれることはあっても命を失うことはなかったが、本作によって梶原一騎は野球漫画から遂に死者を出した。この結末については、安直なエスカレートという評価や、優勝に導けなかった侍が死をもって責任を取るという見方などがあるが、死をもって終えたことは読者にインパクトを残し、アニメ化も相まって長く語られる人気作品となった。

## あらすじ
時は昭和45年度シーズンオフ。巨人監督・川上哲治は、野性味がありスケールのでかい豪傑肌、いわばサムライが巨人に必要と考え、無名の選手・番場蛮を入団させる。入団早々、型破りな言動で周囲を騒然とさせる蛮だったが、その真意は、自分を丸ごと受け入れてくれた巨人への愛であった。
「ホレ（惚れ）たら、そこが男の死に場所よ!」。蛮は、眉月、ウルフ、大砲といったライバルたちと、球場をサムライの合戦場にかえるような死闘を繰り広げていく。

## 登場人物
原作内の情報に基づく。実在人物の記述については、現実の情報との比較は行わず、読みがなは省略。

### 巨人
番場蛮（ばんば ばん）
9番ピッチャー　背番号4　左投げ左打ち
主人公。高知県出身。土佐嵐高校1年次中退。飄々としながらも暴れん坊。表情は豊かでギャグシーンも多く、普段はおふざけムードだが、決めるときは決める三枚目（王曰くダンゴっ鼻）。性格は明るく豪快で、目上の人間に対して敬称は付けるが、ごく数コマの例外を除いて丁寧語は使わない。無頼で、頭に血が上りやすく、特に序盤は感情に任せて勝手な行動をとる場面も。喧嘩は強い。次第に巨人の一員としての自覚を身につけていき、「サムライは己を知るもののために死す」と誓うようになる。背番号4は本人の希望で、「武士道とは死ぬことと見つけたり」（『葉隠』より）という言葉に由来する。彼が驚いたり、重大な決断を下したりする場面では、「バン・ババーン」という擬音が頻繁に使用される。
6歳のときに漁師の父をクジラに殺された体験から、クジラ、ひいては「強くてでかくて威張った奴」に異様な闘志を燃やす。高校生の身ながら、漁師としても働きつつクジラと対決する日を待ち続けていた。巨人を野球の世界のクジラと見定め、その腹を破ると宣言する。後に数々の魔球を編み出し、ライバルたちと対決する。
川上が、今の巨人に必要な人物像（サムライ）を話していたところに八幡から紹介され、そのプレイスタイルや言動により川上からサムライと認められた。指名されて巨人に入団。入団当初までは剛速球ながらコントロールがほぼゼロで打者を死球で負傷させてばかりいたことから殺人ノーコンと言われていたが、八幡の献身的な協力で後にこれを克服する。しかし、ピッチャープレートを踏む位置で投げるコースが判明するという欠点が新たに生まれ、プレートを踏む位置を打者に読ませないために魔球を開発してゆくことになる。足も速く打撃力もあり、低めの球をしとめる打法は地元のカツオ一本釣りにちなんで一本釣り打法と自称していた。
原作最終回において、大砲万作を討ち取った直後、分身魔球の投げすぎによる心臓発作でマウンド上で仁王立ちしたまま大往生。享年19。対して、原作最終回掲載号発売日の１２日後に放映されたアニメ版最終回では死亡せず、ロジー・ジャックスを討ち取りMVPを獲得、車がプレゼントされるといったハッピーエンドで幕を下ろしている。
八幡太郎平（はちまん たろへい）
8番（主に代打要員）　投手→捕手　背番号100　右投げ右打ち
蛮を川上に紹介した、蛮と同じ野球部の3つ上の先輩。土佐嵐高校を甲子園出場に導いた地元の英雄だが、巨人入団（原作：昭和45年）後は、素直すぎる球質が通用せず、二軍で戦力外通告されることにおびえていた。蛮が入団した初期は、チームから暴れ馬である蛮の世話要員、おまけと扱われ、悔し涙を流すこともあった。プロ投手としてはクビ切り線上にいたが、蛮の豪速球の特訓に付き合ったことで、豪速球をも恐れないことに気づいた蛮自身の後押しにより、メジャーリーグとの親善試合に代打で出場、川上からバッターとしての素質を見出され、クビを免れる。その後、打者として再出発して一軍登録を果たし、代打の切り札的存在として高い成功率を誇り活躍、少年のファンからサインを求められるほどになった。以後は最後まで捕手として蛮を支え続ける。全ての魔球の開発に多大な協力をしている。球に逆らわぬ柔軟な打法を得意とする。アニメでは投手失格後すぐに蛮の相棒として捕手を務めるようになった関係で、試合に出てもほとんど打てなかったため、山奥での命がけの打撃特訓の末、逆さづり打法という打法を身につける話が作られた。
長身とメガネが特徴。蛮を心から支援する厚い友情の持ち主。性格は極めて穏やかだが、蛮との友情を貫くため鬼神の如き厳しさを見せることもしばしば。「～なんじゃ」「～であります」等、やや古風な土佐弁で話す。蛮とは巨人・多摩川寮で同室である。特技はそろばん。
原作最終回では、蛮死亡後にプロ選手を引退して、土佐嵐高校野球部の指導にあたっていることが語られる。
川上哲治
現役時は「打撃の神様」との異名をとり、連覇を続ける巨人の名監督。終始厳しく選手たちを見守り続ける。「石橋を叩いてもまだ渡らぬ」と揶揄される慎重な試合をするため、川上野球はつまらないと言われており、監督としての人気はいまひとつ。やがて長嶋に監督の座を譲る日のためにも、野球理論からはみ出した豪傑＝サムライを渇望して蛮を入団させる。
たびたびプロと勝負の厳しさを口にする。冷徹、非情とまで言われるが、それも野球全体への愛情の裏返しである。激情家の蛮とは事あるごとにぶつかり合うが、八幡のクビ事件を経て蛮も信頼を寄せるようになる。
作品中盤、「旧制中学生の時に自殺未遂をした」というエピソードが語られる。
長島茂雄
人呼んで「ミスタープロ野球」「燃える男」。作中いたるところでその名と功績が語られており、球団を超えたヒーローである。
川上とともに蛮を見出した1人。第1話から最終回までさまざまな形で登場し、蛮の魔球開発にも協力している。物語後半ではギャグシーンも見せる。蛮に重要なヒントを与えるエピソードがあり、漫画版、アニメ版ともに丸1話以上ずつ使われている。
王貞治
日本が世界に誇るホームラン王。蛮の魔球開発にも多大なヒントを与えている。大回転魔球の初披露時は、タイミングが取れず一本足のまま呆然と見送り、同じチームで良かったと述懐。アニメ版では、日本シリーズで腰痛に悩まされている話が描かれた。
作中、三冠王を受賞した祝勝会の話に1話使われている。一本足打法の誕生エピソードを聞いた蛮は、「男の打法」と賞賛し涙した。
堀内恒夫
巨人のエース。主人公が投手である関係で登板シーンは目立たないが、登板した際にはゆるぎない信頼と自信で巨人を支え、その度胸はハラキリ・シュート誕生にも影響を与えた。
作中、エースとしてのプライドから、登板機会を巡って蛮とマウンド上で激しく口論するエピソードがある。
森昌彦
一軍正捕手。川上からも「名手」と呼ばれる、巨人の司令塔。蛮の魔球も捕球できる（大回転魔球では特訓に付き合った八幡が捕手起用され、捕り方を見せることで捕れるようになる）。アニメでは、大回転魔球は捕れないことが判明している。
太刀風兵庫戦で両足に大ケガを負い、退場する。
その他の巨人関係者
- 柴田勲、末次利光、黒江透修、高田繁、土井正三、高橋一三など、V9時代の一軍レギュラーはおおむね登場し、ブルペン捕手・淡河弘も登場している。また、アニメ版では、川上との対立がエスカレートした結果、蛮が代理監督を務めることになったロッテとのオープン戦で、昭和48年当時の若手選手であった淡口憲治、大竹憲治、原田治明、上田武司、富田勝、河埜和正、柳田真宏、阿野鉱二、新浦寿夫らが先発メンバーとして登場している。
- 選手以外では、二軍監督・中尾碩志、コーチ・藤田元司、牧野茂や、マネージャー・山崎弘美、二軍寮長・武宮敏明なども登場する。
- 当時巨人の選手たちの治療を引き受けていた吉田接骨院の吉田増蔵医師は、原作とアニメ版の両方に登場している。

### 他球団のライバルたち
全て架空の人物である。一部キャラクターは原作またはアニメ版のみの登場。打順やポジションは若干の変動がある。また、連載期間中の史実で他の選手・コーチの番号として使われている背番号を着用している選手が多い。
眉月光（まゆづき ひかる）
ヤクルトアトムズ～ヤクルトスワローズ　5番ショート　背番号70　右投げ右打ち
最初に登場するライバル。蛮と同郷の竜王高校野球部で4番キャプテンだった。超高校級の打撃力を持ち、容姿も端麗な「希望のプリンス」。理香と交際しているようなそぶりも見せ、蛮をますます苛立たせる。大企業「眉月電器」の御曹子で、マンション「原山ハイツ」に独居している。個人技だけでなく、洞察力にも富み、チームメイトと協力する作戦でも蛮に挑む。ハイジャンプ魔球を倒したのも彼である。アニメ版では、命がけの特訓を通じて血みどろになりながら、大回転魔球を葬った。幾多の戦いを経て蛮と友情が芽生え、終盤では蛮を励ましに現れる。漫画版最終回の葬儀では泣いていた。
ウルフ・チーフ
オークランド・アスレチックス→阪神タイガース　1番セカンド 背番号13 右投げ左打ち
アメリカ遠征編から登場。ネイティブアメリカンのアパッチ族の末裔で、アメリカ版サムライとして蛮と比類される。超人的なジャンプ力と凶暴性で、野手をスパイクシューズのスタッドで傷つける「殺人スライディング」の使い手として恐れられる。
親善試合で蛮に倒された後、蛮を追って日本球界入り。阪神に入団し、殺人スライディングで長島殺しを予告するなどして、2シーズンにわたって蛮と戦う。アニメでは、蛮との死闘において、エビ投げハイジャンプ魔球や分身魔球を過酷な自然環境の中で培ったアパッチ族ならではの野生的な勘と運動神経を活かし、これらを破っている。
大砲万作（たいほう まんさく）
中日ドラゴンズ　代打専門　背番号88　左打ち
蛮からクジラと形容される最大のライバル。恰幅のいい巨漢。奥飛騨出身。木こりで鍛えた強靭な肉体で場外ホームランを連発する桁外れの強打者。外角低め以外打てないという弱点を蛮に見破られて二軍落ち。弱点克服後は、たびたび蛮を追い詰める。漫画版最終回における、蛮の最後の対戦相手でもある。
明智学（あけち まなぶ）
広島東洋カープ　2番セカンド　背番号44 安打製造機の異名を持つ　右投げ右打ち
原作のみ登場。ティアドロップ型のメガネをつけた小柄な男。T大学卒。理論と計算ずくのバッティングを行う。張本、衣笠等に魔球攻略法を伝授し、蛮を打ち崩させようとする。自らは、「テコの原理打法」で大回転魔球を初めて外野に運んだ。眉月同様、最終回の葬儀では泣いていた。
不二立彦（ふじ たつひこ）
大洋ホエールズ　5番　守備位置不明　背番号55　左打ち
原作のみ登場。超長身と怪力で、「ジャンボ」の通り名を持つ強打者。いつもニコニコ顔で、さわやかな性格。ジャイアント馬場からプロレス界に誘われ、ジャンボ鶴田やアントン・ヘーシンクとのタッグを組む計画があったが、蛮の剛速球に完敗し野球を続ける決心をする。
極めて重いバットを用いて、大回転魔球を完全に攻略した。
ポポ・エンリコ
阪神タイガース　打順不明　センター　背番号13　左投げ右打ち
原作のみ登場。帰国したウルフの代わりにドジャースが阪神に送り込んだ。不二、明智とともに後半の新ライバル3人の一角だが、ポポだけ特に大きな対決場面はなかった。巨人がV9を達成した年に登場したキャラだが、巨人がV9を達成した試合では登場せず、退団した描写もなくそれ以降も出てこず最終回の葬儀にも登場しなかった。
太刀風兵庫（たちかぜ ひょうご）
阪神タイガース　代打専門　背番号96　左打ち
原作のみ登場。17歳の天才的剣道家で、血風流26代目にあたる。捕手の脚に打球をぶつける打法「介錯人殺し」で、ハラキリ・シュートを封じ込めようとする。
ロジー・ジャックス　【アニメ】
アスレテックス　背番号9　左打ち
アニメ版の最後の対戦相手。アスレテックス（大リーグに実在のアスレチックスがモデル）所属の世界最強の打者。アスレチックスの当時の主砲レジー・ジャクソンと外見がよく似ている。蛮が投げた、全ての魔球を合成した魔球を見て、「ミラクルボール!」と叫びながら討ち取られる。

### 実在の他球団選手
当時の各チームの主力選手や監督はおおむね名前が出たり、姿が描かれたりしている。ここでは特に活躍場面の多い人物について記述。
金田正一
伝説の400勝投手。序盤から中盤まで解説者として登場。多摩川グラウンドでの巨人二軍の試合でも、見学しながら解説を入れる。蛮に、自身が現役時代に体験した「17対1の野球地獄」を語り、蛮をたきつける。関西弁でしゃべる。
蛮もその業績を知っており尊敬している。若いころの振る舞いが蛮と似ており、川上がよく引き合いに出す。川上とも親しく、「カネヤン」と呼ばれ、巨人二軍の夕食会に同席するシーンがある。中盤以降はロッテ・オリオンズ監督に就任。オープン戦では監督として対決している。日本シリーズでは解説を務める。
三原脩
ヤクルト監督。「知将」と評される強敵。通称「三原魔術」と呼ばれる奇策で巨人をピンチに陥れる。眉月を天才と認めている。アニメでは、眉月に対しては見限ったかのような発言をしており、最下位争いをしていることに対して苦い顔をしていた。
村山実
阪神の投手兼監督。ウルフからはボスと呼ばれる。後半は解説者としても登場。
野村克也
南海ホークスの選手兼任監督で4番打者。ハラキリ・シュートの誕生のきっかけを作り、その最初の対戦者となり、致命的な弱点を発見して封じ込めた。ハラキリの最初から最後まで関わった人物。アニメ版の日本シリーズでは、事前に「自身と理香のスキャンダル」を捏造して週刊誌に合成写真を流し、さらに囁き戦術で蛮の動揺を誘う。また、王が腰痛を抱えていることを見破り、王を潰そうとした。
田淵幸一
阪神の捕手にして強打者。ハイジャンプ魔球、大回転魔球と緊迫した勝負をする。オールスターゲームでは蛮とバッテリーを組んでおり、ハラキリ・シュートも捕球している。
衣笠祥雄
広島の強打者。明智の入れ知恵による「二段打法」で、ハラキリ・シュートを1度だけホームランする。
江夏豊
セ・リーグを代表する剛速球投手で、阪神のエース。蛮と投手戦を繰り広げる。蛮に対してシュートで死球を出したことがある。
フランク・ハワード
1974年に太平洋クラブライオンズに入団したメジャーリーグの元本塁打王。オープン戦にてハラキリ・シュートの欠点を2球で見抜いて3球目で破るなど、ONを凌ぐ大打者として描かれている。
その他
- 星野仙一等のエース級投手、張本勲、掛布雅之などの強打者は数回出番がある。
- 与那嶺要などの監督も、比較的台詞が多い。バッティングコーチ・荒川博は、王との特訓シーンと、ヤクルトのコーチ就任後で数回登場。
- いずれも回想シーン内のみだが、千葉茂と青田昇なども数コマだけ描かれている。

### その他
美波理香（みなみ りか）
蛮と同じ高校の2学年上の女性。土佐の網元の娘でもあり、漁師の家庭に生まれた蛮とは対立している。蛮の巨人入団と同時期に東京の大学に進学した。「強い男性が好き」と公言し、眉月と交際するようなそぶりを見せるが、ひそかに蛮を慕っている。蛮を「蛮ちゃん」と呼ぶ。
原作では、銀行頭取の息子と政略結婚させられ蛮のもとを去る。アニメ版では最終回に蛮の前に現れ叱咤激励し、蛮がロジー・ジャックスを打ち取ったのを見届けた後、一人海外へ旅立っている。
番場キク
蛮の母親。夫、つまり蛮の父親亡き後、女手ひとつで2人を育てた。持病で苦しむシーンがたびたびある。長い未登場期間があり、2度目の登場では容姿がかなり異なっている。アニメ版は原作よりやや気丈で、蛮が巨人入りする決定的な助言を与える。
番場ユキ
蛮の妹。蛮の父が死亡したときに母親のお腹の中にいたとあり、蛮より6～7歳下。おさげ髪で、顔は母親似。
蛮が東京に出たあと海女のアルバイトで家計を支え、サムライの妹らしいたくましさを見せるようになり、蛮が失意のうちに帰省した際は叱咤激励した。

## アニメ
1973年10月7日から1974年9月29日まで放送。アニメ化は『巨人の星』と同じく東京ムービーが手がけ、監督も同じく長浜忠夫が担当。しかし『巨人の星』よりもコミカルでテンポの良い陽性の作品に仕上げられている。また、巨人軍がV9を達成した1973（昭和48）年を主な舞台としているため、各球団の当時の実名選手や監督の登場、夏場までの巨人の低迷、後半戦の長嶋の骨折・離脱、ペナントレース終盤での阪神との優勝争い、南海との日本シリーズなどの史実をベースにしたストーリーに、蛮の成長や魔球開発、ライバル達との対決などのエピソードを絡めた展開となっている。
当初の監督候補には、当時東京ムービー傘下のAプロダクションに所属していた高畑勲が挙がっており、実際に監督就任の打診があったが、高畑は『アルプスの少女ハイジ』を監督することになり退社、宮崎駿らは1話の原画を描いた後に高畑の後を追った。キャラクターデザインおよび作画監督を務めた大塚康生は、演出方針を巡って長浜監督と対立し、途中降板。以降、名義上は作画監督のままだったが、実際の作業は各話の担当に任せる形になったという。
なお、本作の前年に放送開始した『マジンガーZ』は、テレビ局の意向で『週刊少年ジャンプ』の連載と並行して講談社の『テレビマガジン』でも連載されるという事件が起きた。そのため、ジャンプ編集部はアニメ化について消極的な姿勢をとるようになり、本作の放送終了後は、週刊少年ジャンプ原作のアニメ化作品は1981年にフジテレビ系列で放送された『Dr.スランプ アラレちゃん』まで途絶えることとなった。

### 声の出演
- 番場蛮（声 - 富山敬）
- 八幡太郎平（声 - 納谷六朗）
- 美波理香（声 - 武藤礼子）
- 番場ユキ（声 - 吉田理保子）
- 番場キク（声 - 金子亜矢子）
- 眉月光（声 - 井上真樹夫）
- 大砲万作（声 - 西尾徳）
- ウルフ・チーフ（声 - 桑原たけし）
- ロジー・ジャックス（声 - 細井重之）
- 川上哲治（声 - 西田昭市）
- 長島茂雄（声 - 山田俊司）
- 王貞治（声 - 石森達幸）
- 金田正一（声 - 加茂嘉久）
- 野村克也（声 - 島田彰）
- 西本幸雄（声 - 杉田俊也）
- 三原脩（声 - 北川国彦）
- 与那嶺要（声 - 嶋俊介）
- 金田正泰（声 - 根本好章）
- 実況アナウンサー（声 - 作間功）
- 解説者（声 - 松岡文雄）

### スタッフ
- 原作 - 梶原一騎、井上コオ
- 企画 - 佐野寿七
- キャラクターデザイン・作画監督 - 大塚康生
- 美術監督 - 小林七郎
- 撮影監督 - 若菜章夫、大和田亨
- 録音監督 - 千葉耕市
- 音楽 - 菊池俊輔
- 編集 - 中静達治→井上和夫
- 音響効果 - 片岡陽三
- 協力 - 週刊少年ジャンプ、東京読売巨人軍
- 演出 - 長浜忠夫
- 録音技術 - 星野敏昭
- 俳優担当 - 千田啓子
- 録音進行 - 中田明
- 制作協力 - Aプロダクション、映音、東京アニメーションフィルム、東京現像所
- 制作 - よみうりテレビ、東京ムービー

### 主題歌
放映当時、主題歌のシングルレコードは子門版を除きワーナー・パイオニアから発売されていた。サントラ盤は93年にバップから発売され、劇伴BGMと共に主題歌も収録された。
オープニングテーマ
「侍ジャイアンツ」（第1 - 24話）
作詞 - 東京ムービー企画部 / 作曲 - 菊池俊輔 / 唄 - 松本茂之（水木一郎）
- 本放送時には冒頭の台詞が異なるものやテロップ違いのものなど数バージョンが存在した。

「王者 侍ジャイアンツ」（第25話 - 46話）
作詞 - 梶原一騎 / 作曲 - 政岡一男 / 唄 -（第26話から） ロイヤルナイツ
- 第25話でのみ子門真人がメインボーカル、ロイヤルナイツがバックコーラスを務めたバージョンが用いられた。

エンディングテーマ
「サムライ 番場蛮」（第1 - 24話）
作詞 - 東京ムービー企画部 / 作曲 - 菊池俊輔 / 唄 - 松本茂之（水木一郎）
「ゆけ! バンババン」（第25話 - 46話）
作詞 - 梶原一騎 / 作曲 - 政岡一男 / 唄 - ロイヤルナイツ

挿入歌
「侍ニッポン」
原曲作詞 - 西条八十  / 作曲：松平信博 / 唄 - 富山敬
- 劇中で蛮がバッターボックスに向かう際にしばしば替え歌を歌っていた。著作権上の理由によりビデオ版発売時にハミングに差し替えられ、以降の映像ソフトや近年の再放送でも差し替え後のものが使用されている（後述）。

### 各話リスト
| 話数 | 放送日         | サブタイトル                 | 脚本            | コンテ       |
| ---- | -------------- | ---------------------------- | --------------- | ------------ |
| 1    | 1973年 10月7日 | ほえろ!バンババン            | 七条門          | 矢吹徹       |
| 2    | 10月14日       | 殺人ノーコンざる野球!        | 松岡清治        | 富野喜幸     |
| 3    | 10月21日       | でっかい奴は嫌いだぜ!        | 松岡清治        | 吉川惣司     |
| 4    | 10月28日       | おれの背番号は〝死〟だ!      | 松岡清治        | 富野喜幸     |
| 5    | 11月4日        | 男は地獄で歌うもの           | 松岡清治        | 出﨑哲       |
| 6    | 11月11日       | 待ったぜ!ケンカ野球          | 松岡清治        | 富野喜幸     |
| 7    | 11月18日       | 死球台風吹く!                | 松岡清治        | 出崎哲       |
| 8    | 11月25日       | 誰も打たなきゃ俺が打つ!      | 松岡清治        | 出崎哲       |
| 9    | 12月2日        | マウンドの報酬は苦いぜ!      | 松岡清治        | 富野喜幸     |
| 10   | 12月9日        | 多摩の川風・地獄風           | 出崎哲          | 出崎哲       |
| 11   | 12月16日       | 勝負!一本づり投法            | 山崎晴哉        | 富野喜幸     |
| 12   | 12月23日       | 大勝負!川上対バンババーン    | 安藤豊弘        | 出崎哲       |
| 13   | 12月30日       | 嵐の中のタイゲーム           | 松岡清治        | 富野喜幸     |
| 14   | 1974年 1月6日  | 殺生河原の決闘               | 谷あさこ        | 近藤英輔     |
| 15   | 1月13日        | 飛騨の怪童 凄い奴            | 山崎晴哉        | 出崎哲       |
| 16   | 1月20日        | 傷だらけのノーコン改良兵器   | 金子裕          | 近藤英輔     |
| 17   | 1月27日        | 怒涛の海の対決               | 谷あさこ        | 出崎哲       |
| 18   | 2月3日         | 嵐に投げろ侍ガッツ           | 安藤豊弘        | 石黒昇       |
| 19   | 2月10日        | インディアン魂対侍魂         | 金子裕          | 富野喜幸     |
| 20   | 2月17日        | V9へのスタートライン         | 金子裕          | 出崎哲       |
| 21   | 2月24日        | 出たぞ!ハイジャンプ魔球      | 出崎哲          | 出崎哲       |
| 22   | 3月3日         | 怒涛の完全試合宣言           | 山崎晴哉        | 出崎哲       |
| 23   | 3月10日        | 死闘!ハイジャンプ魔球対巨砲  | 安藤豊弘        | 石黒昇       |
| 24   | 3月17日        | 新魔球のヒントをつかめ!      | 谷あさこ        | 福富博       |
| 25   | 3月24日        | 決戦!宿敵大砲との勝負        | 金子裕          | 富野喜幸     |
| 26   | 3月31日        | 大砲万作の危機               | 山崎晴哉        | 出崎哲       |
| 27   | 4月7日         | 狼酋長現わる!                | 金子裕          | 富野喜幸     |
| 28   | 4月14日        | 対決!魔球対スクリュー打法    | 金子裕          | 奥田誠治     |
| 29   | 4月21日        | 渦巻く恐怖の新魔球           | 安藤豊弘        | 出崎哲       |
| 30   | 4月28日        | 復讐の大回転魔球             | 金子裕          | 富野喜幸     |
| 31   | 5月5日         | V9にむかって浮上せよ!        | 出崎哲          | 出崎哲       |
| 32   | 5月12日        | 危うし!大回転魔球            | 安藤豊弘        | 小華和ためお |
| 33   | 5月19日        | 涙の逆さ吊り打法             | 松岡清治        | 富野喜幸     |
| 34   | 5月26日        | 命がけの極秘特訓             | 金子裕          | 竹内啓雄     |
| 35   | 6月2日         | 大回転魔球最後の日!          | 金子裕          | 田中実       |
| 36   | 6月9日         | 必殺の新魔球誕生             | 出崎哲          | 出崎哲       |
| 37   | 6月16日        | 怒りに燃えた分身魔球         | 出崎哲          | 出崎哲       |
| 38   | 6月23日        | 大砲・運命の一打             | 金子裕          | 富野喜幸     |
| 39   | 6月30日        | 輝け!苦闘のV9                | 金子裕          | 出崎統       |
| 40   | 7月7日         | 壮烈!日本シリーズ（秘）作戦  | 松岡清治        | 出崎哲       |
| 41   | 7月14日        | 復讐!雨中の日本シリーズ      | 松岡清治        | 富野喜幸     |
| 42   | 7月28日        | 爆発!長島流喧嘩野球          | 出崎哲          | 出崎哲       |
| 43   | 8月4日         | 決戦・日本一をめざせ!        | 安藤豊弘 出崎哲 | 出崎哲       |
| 44   | 8月25日        | 大リーガーの凄い奴           | 金子裕          | 富野喜幸     |
| 45   | 9月1日         | 大決戦・日米ワールドシリーズ | 金子裕          | 富野喜幸     |
| 46   | 9月15日        | 世界に輝く侍ジャイアンツ     | 金子裕          | 出崎哲       |

- 日本テレビ系列局の日曜日19時30分 - 20時00分枠では、9月22日に第14話を改題した「友情」[注釈 32]、9月29日に第19話を改題した「激突」を再放送。

### 放送局
| 放送期間（または、放送体制）   | 放送時間                                | 放送局         | 対象地域   | 備考 |
| ------------------------------ | --------------------------------------- | -------------- | ---------- | --- |
| 1973年10月7日 - 1974年9月29日  | 日曜 19:30 - 20:00                      | よみうりテレビ | 近畿広域圏 | 制作局 |
|                                |                                         | 札幌テレビ     | 北海道     | |
|                                |                                         | 青森放送       | 青森県     | |
|                                |                                         | テレビ岩手     | 岩手県     | 放送当時テレビ朝日系列とのクロスネット                                                                     |
|                                |                                         | 宮城テレビ     | 宮城県     | 放送当時テレビ朝日系列とのクロスネット                                                                     |
|                                |                                         | 秋田放送       | 秋田県     | |
|                                |                                         | 山形放送       | 山形県     | |
|                                |                                         | 日本テレビ     | 関東広域圏 | |
|                                |                                         | 北日本放送     | 富山県     | |
|                                |                                         | 福井放送       | 福井県     | |
|                                |                                         | 中京テレビ     | 中京広域圏 | |
|                                |                                         | 広島テレビ     | 広島県     | 放送当時フジテレビ系列とのクロスネット                                                                     |
|                                |                                         | 山口放送       | 山口県     | |
|                                |                                         | 四国放送       | 徳島県     | |
|                                |                                         | 西日本放送     | 香川県     | 放送当時は岡山県との相互乗り入れ実施前                                                                     |
|                                |                                         | 南海放送       | 愛媛県     | |
|                                |                                         | 高知放送       | 高知県     | |
|                                |                                         | 福岡放送       | 福岡県     | |
|                                |                                         | テレビ長崎     | 長崎県     | 放送当時フジテレビ系列とのクロスネット                                                                     |
|                                |                                         | テレビ大分     | 大分県     | 放送当時フジテレビ系列・テレビ朝日系列とのクロスネット                                                     |
|                                |                                         | テレビ宮崎     | 宮崎県     | 放送当時は実質フジテレビ系列・テレビ朝日系列との クロスネット （正式加盟上はフジテレビ系列シングルネット） |
|                                |                                         | 鹿児島テレビ   | 鹿児島県   | 放送当時フジテレビ系列・テレビ朝日系列とのクロスネット                                                     |
| 1974年4月7日 - 9月29日         |                                         | 福島中央テレビ | 福島県     | 放送当時テレビ朝日系列とのクロスネット 第27話から放送。第26話までは放送実績なし                            |
| 1973年10月27日 - 1974年9月28日 | 土曜 18:00 - 18:30                      | 石川テレビ     | 石川県     | フジテレビ系列                                                                                             |
| 遅れネット                     | 金曜 18:00 - 18:30 → 月曜 18:00 - 18:30 | 信越放送       | 長野県     | TBS系列 |
|                                | 月曜 - 金曜 16:50 - 17:20               | 新潟総合テレビ | 新潟県     | 放送当時フジテレビ系列・テレビ朝日系列とのクロスネット 帯の再放送枠で集中放送                              |
|                                | 水曜 18:00 - 18:30                      | 沖縄テレビ     | 沖縄県     | フジテレビ系列                                                                                             |

### 劇場版
当番組は、『東宝チャンピオンまつり』内で2本が上映されている。
侍ジャイアンツ（1973年12月20日公開）
第1話「ほえろ!バンババーン」のブローアップ版。上映時間は25分。
併映は『キングコングの逆襲』（再映）『ウルトラマンタロウ 燃えろ!ウルトラ6兄弟』『山ねずみロッキーチャック』『エースをねらえ!』『科学忍者隊ガッチャマン』の5本。
侍ジャイアンツ 殺生河原の決闘（1974年3月21日公開）
第14話のブローアップ版。上映時間は25分。
併映は『ゴジラ対メカゴジラ』『ハロー!フィンガー5』『新造人間キャシャーン』『ウルトラマンタロウ 血を吸う花は少女の精』『アルプスの少女ハイジ』の5本。

### ビデオソフト化時の改変について
本作の初のビデオソフトとして1991年にVAPからVHS全8巻が発売されたが、この際に本編中の実写シーンの削除、蛮がバッターボックスに向かう際にしばしば歌っていた『侍ニッポン』の主題歌の替え歌の差し替え、劇中で使用されている歌謡曲の音声の削除が行われた。
その後、1994年9月1日にVAPから発売されたLD-BOX『侍ジャイアンツ スーパー魔球コレクション』および以降のDVD・BDソフト等でも、著作権上の都合で『侍ニッポン』替え歌の音声は差し替えられたままとなっている。
再放送では、かつて16mmプリントを使用していた時代はオリジナルの状態で視聴可能であったが、現在の再放送では全て差し替え後の素材が使用されている。

### ネット配信
2018年10月7日から2019年3月まで、YouTubeで集英社によるネット配信が行われ、また2019年4月24日から同じくYouTubeで、トムス・エンタテインメントによるネット配信が行われている。そして2020年3月16日からは同チャンネルで、同年2月11日に死去した野村克也が登場した第40・41話が配信されている。
双方とも、配信では『侍ニッポン』は差し替え版になっているが、制作クレジットは初回放送と同じ「制作 よみうりテレビ 東京ムービー」になっている。

## 魔球
内角への豪速球（漫画）
魔球とは言えないが、ノーコンの蛮がコントロールを習得する過程で身につけた最初にプロの一軍で通用した球種。豪速球が内角に来ることで打者を恐れさせる。眉月に投げる前に舌なめずりする癖を見抜かれるが、癖を修正したあとは眉月ですら空振りする威力。この豪速球一本槍に限界を感じたことで魔球の開発につながる（八幡は当初通常の変化球を教えようとした）。またこの特訓が後に八幡が打者として覚醒するきっかけになる（特訓中、打席で顔面に豪速球を当ててもひるまないくらい）。
ハイジャンプ魔球（漫画・アニメ）
助走なしでプレートから真上に高くジャンプし、空中で投球する。非常に落差のある速球であるため、バッターは打ちにくい。漫画版ではジャンプの高さは1.5メートルとなっている。きっかけは、二軍で一軍に声がかかっているバッターに建物の高いところから何気なく投げた緩い球を空振りしたことで、落差のあるボールは打ちづらいことに気づいた。八幡がバイクで蛮に突っ込み、真上にジャンプしてかわすことで習得。漫画版では投げたあと、着地で重心が下に来るため頭上に来るバント飛球に対応できないという弱点の露呈で大回転魔球の開発に着手する。
エビ投げハイジャンプ魔球（アニメ）
助走なしでプレートから真上に高くジャンプした後、空中で体を大きく反らし、体のバネを利用して空中で投球する。ハイジャンプ魔球の高さを活かした効果に加え、体のエビ反りにより球威が増した上、打者からは球筋が見えにくくなる。
大回転魔球（漫画・アニメ）
マウンド上で体を独楽のように高速で回転させ、投球する。残像効果により打者からは手が何本にも見え、いつどこからボールが投げられるのかがわからない。また、遠心力のためにエビ投げハイジャンプ魔球以上の球威も誇る。初披露の時、打席に立った王貞治は、一本足打法では足を踏み込むタイミングが掴めず棒立ちになり、同じチームでよかったと述懐している。
漫画版では右足を高く上げて投球モーションに入るため、打者は途中までその投球がハイジャンプ魔球か大回転魔球か判断できない。
ハイジャンプ大回転魔球、大回転ハイジャンプ魔球（漫画）
ハイジャンプ魔球と大回転魔球を組み合わせた投法。途中で投げ方と名前が変わったが作中の人物には意識されておらず、組み合わせた魔球は一つという扱いになっている。
当初はジャンプしてから空中で回転を始めた後投球し、「ハイジャンプ大回転魔球」と名付けられた。しかし途中から、回転しながら真上に高くジャンプし、空中から投球するように変更され、「大回転ハイジャンプ魔球」と呼ばれるようになった。
なおこの魔球は威力があまりにも強力なため、捕手の手は1球受けただけで腫れ上がり選手交代を余儀なくされる。これを防ぐにはミットの中にタオルを入れて衝撃を緩和する対策が必要になる。
ハラキリ・シュート（漫画）
激しく曲がるシュート。特に左打者にとっては、腹部をえぐられるような恐怖がある。もともとは足の指の怪我をかばった投球が偶然生んだナチュラルシュートだった。「ハラキリ」と略される場合も多い。
分身魔球（漫画・アニメ）
ボールが複数に分身する魔球。ボールを握りつぶして投球することでボールが激しく揺れるため、あたかも分身したように見える。
アニメ版では、八幡の親友である空手家・大山田拳に教わった自然借力法（じねんしゃくりきほう）で握力を一時的に強化することで、ボールを握りつぶしていた。当初は親指と人差し指の間に挟んで握っていたが、雨中だと握りつぶす時にボールが滑ってしまうため、手全体を使って握るようになった。また通常の投げ方では横に分身するが、アンダースローにすることで縦に分身し、更に打ちづらくなる。
漫画版では、ボールを握りつぶせるようになった理由は特に説明されていない。そしてこの魔球の投球にはかなりの体力（1球で10球分の体力を消耗）を要するため、蛮の死亡の原因となってしまった。
ミラクルボール（アニメ）
蛮が編み出した全ての魔球を組み合わせた、最終最後の魔球。
アスレテックスとのワールドシリーズで、ジャックスに全ての魔球を打ち崩された蛮が、苦し紛れに即興で編み出した。
自然借力法でボールを握りつぶした後、空中へハイジャンプし、体を高速回転させて投球するといったもので、結果として打者には、何十個にも分身したボールが、空中から投げ下ろされるように見える。
「ミラクルボール」という名称は、ボールの威力に面食らったジャックスが咄嗟に叫んだもので、ジャックスは攻略するのは無理と判断し、バットを闇雲に振り回し、八幡は捕球する事は不可能と判断し、体全体でボールを受け止めている。
全ての魔球を一時に投げる事は、体力自慢の蛮にとっても負担が大きいようで、これを投げる前には、彼にとっては珍しく、八幡に弱音を吐いている。
また蛮を含む様々なキャラクターが、バッティングにおいて随時独自の打法を編み出している。

## 関連作品
2012年3月時点で、本格的な続編は作られていない。以下のような関連作品が存在する。
『よみがえれ侍』 作・画 - 井上コオ
掲載：『フロムエー』1991年 第7号
対中日戦、番場という投手がリリーフ登板し、「ハイジャンプ」、「大回転」、「分身」の3種の魔球を投げ、落合博満を三振に打ち取る。スタンドで見ていた八幡が「あの番場は、蛮の甥っ子（妹ユキの子供）で、魔球は自分が教えた」と語る。また番場自身も「見てくれたかい、蛮伯父さん。今度は俺が侍ジャイアンツになってやるぜ」と亡き蛮に向けて呟く。2ページの読み切りの作品であり、その後の蛮場の活躍は描かれていない。『別冊宝島 いきなり最終回part2』に再録されている。
『バイト侍』『生活侍』作・画 - 井上コオ
掲載：『フロムエー』巻末にカラーで1ページの連載
番場蛮が法律や生活の知識を駆使して、悪の組織「クビクビ団」から雇用者、応募者を助けていく実用漫画。蛮は記憶を失っており、自分が巨人のエースであったことを思い出せないという設定。他にはウルフ・チーフなども登場する。
パチンコ『CR侍ジャイアンツ』
メーカー：高尾 2007年3月設置開始
『CR侍ジャイアンツXF』、『CR侍ジャイアンツVF』、『CRA侍ジャイアンツHDV』、『CRA侍ジャイアンツHDV2』、『CRA侍ジャイアンツHDX2』　の5機種が存在した。絵柄は漫画、アニメのいずれとも大きく異なっている。
パチスロ『侍ジャイアンツ』
メーカー：ニューギン 2007年6月設置開始
ニューギンがパチスロ事業に参入して最初に発表した機種である。絵柄は漫画、アニメ、パチンコ作品のいずれとも異なっている。
パチスロ 『侍ジャイアンツ2』
メーカー：ニューギン 2009年8月設置開始
番場蛮のライバルキャラとして眉月光、ウルフ・チーフ、大砲万作に加え、原作のみの登場である明智学も登場する。絵柄は前作と大きく異なっている。

## DVDブック
2016年3月30日にKADOKAWAから、DVDブック「昭和カルチャーズ」シリーズの一環として、本作のブックが発売された。
ブックには全キャラクター・魔球の紹介のほか、スタッフである佐野寿七・出崎哲・小林七郎・富野由悠季と、当時巨人軍の投手で、作品にも登場した堀内恒夫へのインタビューなどが掲載。DVDには第1・21・23・30・35・36・45話と最終回を収録、第1話以外は全て魔球に関する話である。